# Leslie Melville
 (mars 2019).
Leslie Galfreid Melville, né le 26 mars 1902 et mort le 30 avril 2002, est un économiste et homme politique australien. 
Il a participé à la création du système bancaire australien et a présenté de multiples conférences lors de forums économiques internationaux après la Seconde Guerre mondiale. Il a également joué un rôle important dans les premières années de l’Université nationale australienne, dont il a été vice-chancelier de 1953 à 1960.

## Biographie

### Famille et formation
Leslie Melville est né à Sydney en 1902. Son père, Richard Ernest Melville, directeur de banque, était d'origine irlandaise, et sa mère, Lillian Evelyn, née Thatcher, avait des ancêtres anglais. Il a remporté une bourse d'études au Sydney School of England Grammar School, où il a dominé l'État en mathématiques, et était connu sous le nom de Isaac Newton de Shore.
Pendant ses études d'ingénieur à l'Université de Sydney, il s'est spécialisé dans les études actuarielles, avant de rejoindre le NSW Superannuation Fund. Travailler à temps plein signifiait qu'il ne pouvait étudier que le soir. Il a donc choisi l'économie.

### Carrière

#### Carrière d'économiste
En 1924, il est nommé actuaire public de l’Australie-Méridionale. À ce titre, il était souvent appelé à conseiller le gouvernement sur des questions d'économie générale à seulement 22 ans.
En 1928, il présenta ses recherches devant la Commission royale australienne sur les questions économiques et financières relevant de l'État du Commonwealth, puis à nouveau en 1929 devant la Commission royale d'enquête sur les finances de l'Australie méridionale.
En 1929, Melville devient le professeur fondateur d'économie à l'Université d'Adélaïde.
En 1930, il est devenu conseiller économique en chef auprès de la Commonwealth Bank, mission qu'il effectuera pendant 23 ans. De ce fait, il a joué un rôle de premier plan dans la formulation de la politique australienne visant à lutter contre la Grande Dépression.
Melville a représenté l'Australie à la Conférence du commerce impérial d'Ottawa en 1932, après que le Premier ministre Joseph Lyons ait révoqué la directive de Robert Gibson lui interdisant d'assister à la conférence. Melville a aussi assisté à la Conférence économique mondiale à Londres en 1933.
Lors de sa carrière d'écrivain, sa pensée économique était souvent en contradiction par rapport à ses pairs, alors qu'il préconisait la fluidité du taux de change, les autres étaient plutôt en faveur du statu quo. Pendant la Seconde Guerre mondiale, il a contribué au montage de l'économie de guerre australienne.
En 1944, Melville a dirigé la délégation australienne à la conférence de Bretton Woods, il y rencontra d'ailleurs le célèbre économiste John Maynard Keynes auprès de qui il fit forte impression, montrant un grand calme et une forte détermination.
En 1950, Melville devient directeur exécutif de la Banque mondiale et du Fonds monétaire international (FMI) pour l'Australie.

#### Carrière universitaire
De 1953 à 1960, il a été vice-chancelier de l'Université nationale australienne (ANU). Après sa retraite, il est resté membre honoraire de l'ANU au département d'économie de l'École de recherche en études du Pacifique et de l'Asie (RSPAS).

#### Carrière politique
Melville a exercé trois mandats en tant que membre du conseil d'administration de la Reserve Bank.
En 1960, il est devenu président de la Commission du tarif, mais à la suite de nombreux blocages de la part du ministre du Commerce, John McEwen, il décide de démissionner en 1962. En 1966, Melville fut nommé président de la Commission des subventions du Commonwealth, poste qu’il a occupé jusqu’en 1974.

## Distinctions
Lors des honneurs du Nouvel An 1953, Melville fut nommé commandant de l'ordre de l'Empire britannique (CBE) pour ses services rendus à la Banque du Commonwealth. Lors des honneurs du Nouvel An 1957, il fut nommé chevalier commandant de l'ordre.
L’ANU a célébré son centenaire en lui consacrant une série de conférences annuelles, la conférence Sir Leslie Melville. Le discours inaugural, prononcé le 22 mars 2002, quelques jours avant son centième anniversaire, a été prononcé par Ian MacFarlane, alors gouverneur de la Reserve Bank.